# Kilifi (distrikt)
Kilifi är ett av Kenyas 71 administrativa distrikt, och ligger i provinsen Kustprovinsen. År 1999 hade distriktet 281 552 invånare. Huvudorten är Kilifi.